# Tomiyasu Ikeda
Pour les articles homonymes, voir Ikeda (homonymie).
Tomiyasu Ikeda (池田 富保, Ikeda Tomiyasu), né le 15 mai 1892 et mort le 24 septembre 1968, est un réalisateur et scénariste japonais.

## Biographie
Tomiyasu Ikeda a réalisé près de 90 films et écrit près de 80 scénarios entre 1924 et 1954, il est aussi apparu en tant qu'acteur dans une quinzaine de films entre 1921 et 1960.
Une copie de son film historique Les Vingt-Six Martyrs japonais (殉教血史 日本二十六聖人, Junkyō kesshi Nihon nijūroku seijin, 1931) a été récemment redécouverte en Italie dans les archives cinématographiques de la congrégation salésienne puis restaurée par les Archives Nationales du Film d’Entreprise d’Ivrée. Cette version restaurée est présentée en avant-première au Vatican, le lundi 6 février 2017, à l'occasion de l'anniversaire de la mort des 26 martyrs.

## Filmographie sélective

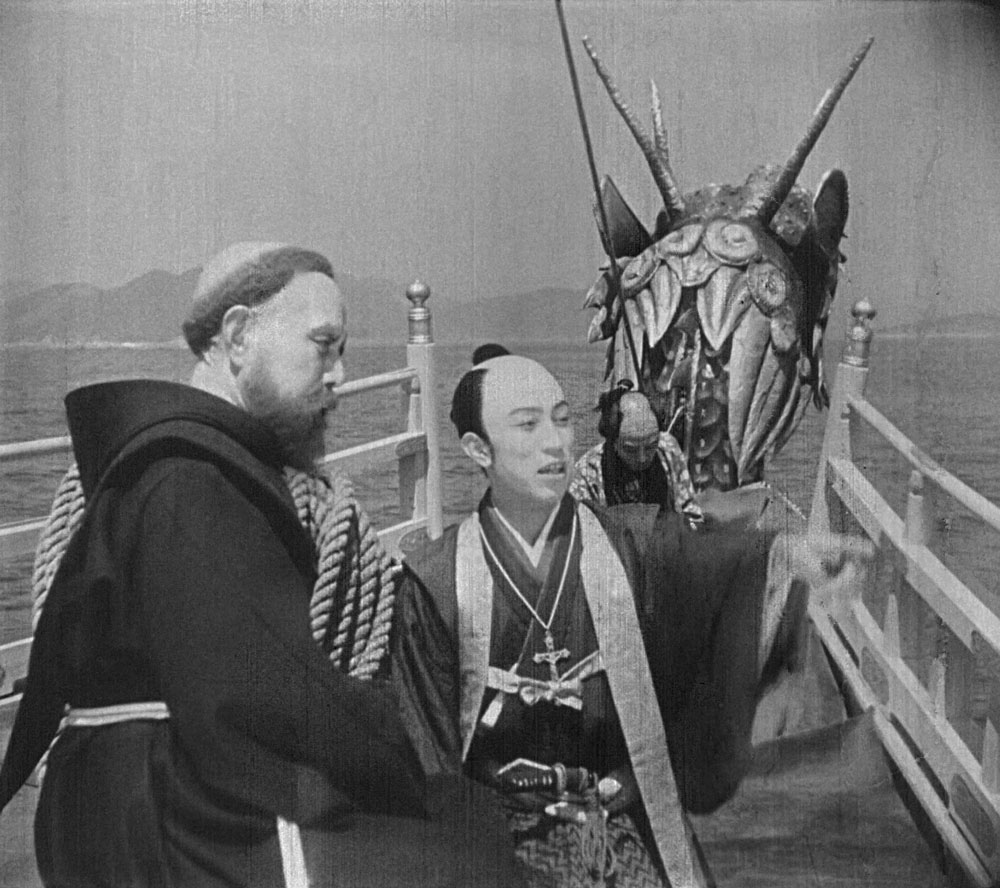
Scène du film Les Vingt-Six Martyrs japonais (1931).

### Comme acteur
- 1921 : Jitsuroku Chūshingura (実録忠臣蔵?) de Shōzō Makino
- 1924 : Moyuru uzumaki: Chūhen (燃ゆる渦巻 中篇?) de Tomiyasu Ikeda
- 1930 : Nikkatsu à la parade (日活オンパレード, Nikkatsu on paredo?) de Yutaka Abe
- 1958 : Shinpen jakō neko (神変麝香猫?) de Shigehiro Ozawa
- 1958 : Un lion de mille ryos (千両獅子, Senryō jishi?) de Tomu Uchida
- 1960 : Hibari torimonochō: Orizuru kago (ひばり捕物帖 折鶴駕篭?) d'Eiichi Kudō
- 1960 : Tenryū haha koi kasa (天竜母恋い笠?) d'Eiichi Kudō

### Comme réalisateur
- 1924 : Jumyō no hi: Zenpen (寿命の火 前篇?)
- 1924 : Moyuru uzumaki: Chūhen (燃ゆる渦巻 中篇?)
- 1924 : Jumyō no hi: Kōhen (寿命の火 後篇?)
- 1924 : Sengo no Suma (戦後の須磨?)
- 1925 : Rakka no mai: Zenpen (落花の舞 前篇?)[3]
- 1925 : Rakka no mai: Chūhen (落花の舞 中篇?)
- 1925 : Rakka no mai: Shūhen (落花の舞 終篇?)

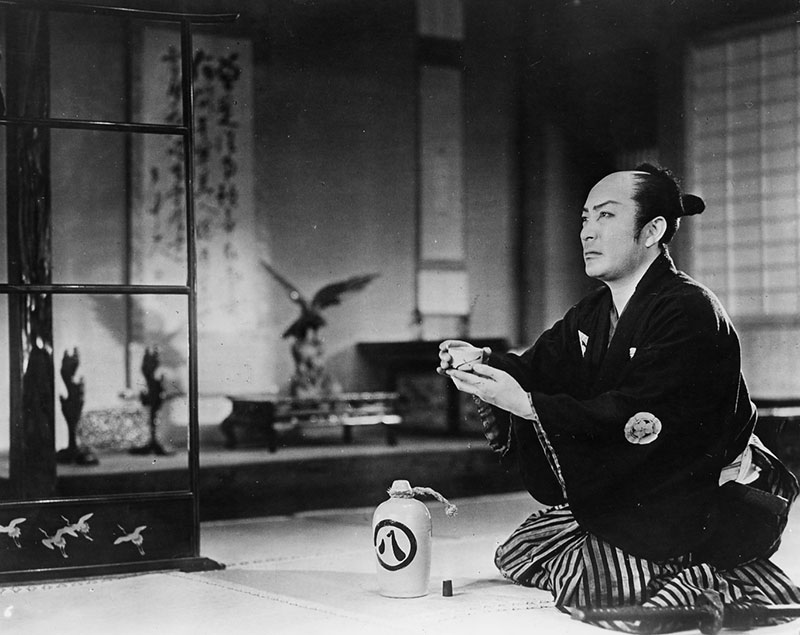
Tsumasaburō Bandō dans Akagaki Genzō (1938).

- 1926 : Jitsuroku chūshingura: Ten no maki chi no maki hito no maki (実録忠臣蔵 天の巻 地の巻 人の巻?)
- 1926 : Mito Kōmon (水戸黄門?)
- 1927 : Ōkubo Hikozaemon (大久保彦左衛門?)[4]
- 1927 : Jiraikagumi: Daiipen (地雷火組 第一篇?)
- 1927 : Jiraikagumi: Dainihen (地雷火組 第二篇?)
- 1927 : Kenkoku-shi sonnō jōi (建国史 尊王攘夷?)
- 1928 : Zoku Mito Kōmon (続水戸黄門?)
- 1928 : Jiraikagumi: Saishūhen (地雷火組 完結篇?)
- 1928 : Ishin no Kyōraku: Ryū no maki - Tora no maki  (維新の京洛 竜の巻 虎の巻?)[5]
- 1929 : Akagaki Genzō (赤垣源蔵?)
- 1929 : Eiketsu Hideyoshi (英傑秀吉?)[6]
- 1931 : Les Vingt-Six Martyrs japonais (殉教血史 日本二十六聖人, Junkyō kesshi Nihon nijūroku seijin?)[7],[8]
- 1932 : Tagosaku hōmu ran (田吾作ホームラン?)
- 1932 : Hiyameshi jūman koku (冷飯十万石?)[9]
- 1932 : Hikoza no ippon yari (彦左の一本槍?)
- 1934 : Ame no Satarō bune (雨の佐太郎船?)
- 1935 : Nogi shōgun (乃木将軍?)[10]
- 1935 : Shimizu no Jirochō (清水次郎長?)
- 1938 : Akagaki Genzō (赤垣源蔵?)
- 1939 : Ōsei fukko (王政復古?)
- 1944 : Kikuchi senbon-yari: Shidonii tokubetsu kōgeki-tai (菊池千本槍 シドニー特別攻撃隊?) co-réalisé avec Sentarō Shirai (ja)

### Comme scénariste
- 1954 : Akō gishi (赤穂義士?) de Ryōhei Arai